# 鈴木利典
鈴木 利典（すずき としのり、1978年7月16日 - ）は、青森県出身の舞台俳優。

## 略歴
身長165cm、血液型はA型。
98年扉座研究所（第二期生）入所。'99年扉座入団。入団の年、扉座公演『アゲイン』にて準主役抜擢出演。以来彼ならではの役に磨きをかけている。扉座ホームページの写真とはうってかわり、最近前頭部分の広域化に悩んでいる。らしい。

### 出演
舞台
- 銀座セゾン劇場公演 『リボンの騎士』
- 2001都民芸術フェスティバル 『渥美清子の青春』 紀伊國屋サザンシアター
- Pleasure Ground vol.1  『NEO POLICE』 シアターVアカサカ
- 新国立劇場  『世阿彌』  新国立劇場中劇場
- ＜流し目のスナイパー＞竜小太郎『江戸紫浮名仇夢』 浅草大勝館
- 天然スパイラル公演 『ローリング・ベビー・ブルー』 恵比寿エコー劇場
- うなぎ計画プロデュース 『メビウスVOL.2』 横浜にぎわい座
- PrittyPinkPrincess公演  『SUMMER PRINCESS』 シアターブラッツ
- 劇団扉座公演『ハロウィンの夜に咲いた桜の樹の下で』 座・高円寺1[1]
- 劇団扉座 第78回公演『歓喜の歌』海老名市文化会館 大ホール・紀伊國屋ホール[2]
- ミュージカル『刀剣乱舞』〜坂龍飛騰〜 TOKYO DOME CITY HALL / 箕面市立文化芸能劇場 大ホール[3]
- 劇団扉座 第79回公演『北斎ばあさん-珍道中・神奈川沖浪裏-』厚木市文化会館 小ホール / 座・高円寺1[4]

CM
「さくらや」